# Fifth Third Bank Stadium
Le Fifth Third Bank Stadium (anciennement Kennesaw State University Stadium) est un stade omnisports américain (servant principalement pour le football américain, le soccer et la crosse) situé dans la ville de Kennesaw, en Géorgie.
Le stade, doté de 8 318 places et inauguré en 2010, appartient à l'Université d'État de Kennesaw et sert d'enceinte à domicile à l'équipe universitaire des Owls de Kennesaw State, ainsi qu'à l'équipe de soccer du Atlanta United 2.
Le stade porte le nom de la Fifth Third Bank, banque régionale américaine.

## Histoire
Le stade ouvre ses portes en 2010 sous le nom de KSU Soccer Stadium (construit pour la somme de 16,5 millions $ et conçu par les architectes du cabinet Rossetti (en)). Il est inauguré le 2 mai 2010, et le premier match a lieu sept jours plus tard le 9 mai 2010.
Le stade accueille un match de la Ligue des champions de la CONCACAF 2019 entre Atlanta United et les costariciens du CS Herediano (victoire 4-0 des géorgiens le 28 février 2019).

## Événements

### Matchs internationaux de rugby à XV
| Date         | Compétition                | Équipes              | Score   | Affluence |
| ------------ | -------------------------- | -------------------- | ------- | --------- |
| 29 mars 2014 | Éliminatoires mondial 2015 | États-Unis - Uruguay | 13 - 32 | 6 197     |
| 17 juin 2017 | Test match                 | États-Unis - Géorgie | 17 - 21 | —         |